# Mistrzostwa Świata w Kolarstwie Szosowym 1976
49. Mistrzostwa świata w kolarstwie szosowym – zawody kolarskie, które odbyły się  w dniach 4–5 września 1976 we włoskiej miejscowości Ostuni. Były to siódme zorganizowane w tym kraju mistrzostwa świata w kolarstwie szosowym (poprzednio w: 1926, 1932, 1951, 1955, 1962 i 1968). Nikomu nie udało się obronić tytułu mistrza świata.
Rozegrano tylko wyścigi ze startu wspólnego zawodowców i kobiet, ponieważ pozostałe konkurencje amatorów rozgrywane zazwyczaj na mistrzostwach odbyły się w tym samym roku na igrzyskach olimpijskich w Montrealu. Polacy nie brali udziału w mistrzostwach.

## Kalendarium zawodów
| Kalendarz MŚ w Kolarstwie Szosowym 1976 |      |      |
| Konkurencja (dystans)                   | Data | Data |
| Konkurencja (dystans)                   | 4.09 | 5.09 |
| Mężczyźni                               |      |      |
| Elita                                   |      |      |
| Wyścig ze startu wspólnego (288 km)     |      |      |
| Kobiety                                 |      |      |
| Wyścig ze startu wspólnego (62 km)      |      |      |

## Medaliści
| Konkurencja dystans – (data)                     | Złoto:                 | Czas (prędkość)       | Srebro:         | Czas   | Brąz:           | Czas   |
| Mężczyźni                                        |                        |                       |                 |        |                 |        |
| Elita                                            |                        |                       |                 |        |                 |        |
| Wyścig ze startu wspólnego 288 km – (5 września) | Freddy Maertens        | 7:06:10 (40,548 km/h) | Francesco Moser | + 0:00 | Tino Conti      | + 0:11 |
| Kobiety                                          |                        |                       |                 |        |                 |        |
| Wyścig ze startu wspólnego 62 km – (4 września)  | Keetie van Oosten-Hage | 1:39:14 (37,486 km/h) | Luigina Bissoli | + 0:00 | Yvonne Reynders | + 0:00 |

## Szczegóły
| Miejsce | Zawodnik        | Narodowość        | Czas    |
| złoto   | Freddy Maertens | Belgia            | 7:06:10 |
| srebro  | Francesco Moser | Włochy            | + 0:00  |
| brąz    | Tino Conti      | Włochy            | + 0:11  |
| 4       | Joop Zoetemelk  | Holandia          | + 0:11  |
| 5       | Eddy Merckx     | Belgia            | + 0:26  |
| 6       | Bernard Hinault | Francja           | + 0:26  |
| 7       | Felice Gimondi  | Włochy            | + 0:26  |
| 8       | Jan Raas        | Holandia          | + 0:26  |
| 9       | Donald Allan    | Australia         | + 0:27  |
| 10      | Michael Neel    | Stany Zjednoczone | + 0:27  |

| Miejsce | Zawodniczka            | Narodowość | Czas    |
| złoto   | Keetie van Oosten-Hage | Holandia   | 1:39:14 |
| srebro  | Luigina Bissoli        | Włochy     | + 0:00  |
| brąz    | Yvonne Reynders        | Belgia     | + 0:00  |
| 4       | Geneviève Gambillon    | Francja    | + 0:00  |
| 5       | Nicole Van Den Broeck  | Belgia     | + 0:00  |
| 6       | Asta Forsell           | Finlandia  | + 0:00  |
| 7       | Truus van der Plaat    | Holandia   | + 0:00  |
| 8       | Elisabeth Camus        | Francja    | + 0:00  |
| 9       | Agneta Asplund         | Szwecja    | + 0:00  |
| 10      | Morena Tartagni        | Włochy     | + 0:00  |

## Tabela medalowa
| Tabela medalowa |               |       |        |      |       |
| Miejsce         | Reprezentacja | Złoto | Srebro | Brąz | Razem |
| 1               | Belgia        | 1     | 0      | 1    | 2     |
| 2               | Holandia      | 1     | 0      | 0    | 1     |
| 3               | Włochy        | 0     | 2      | 1    | 3     |